# Meconi

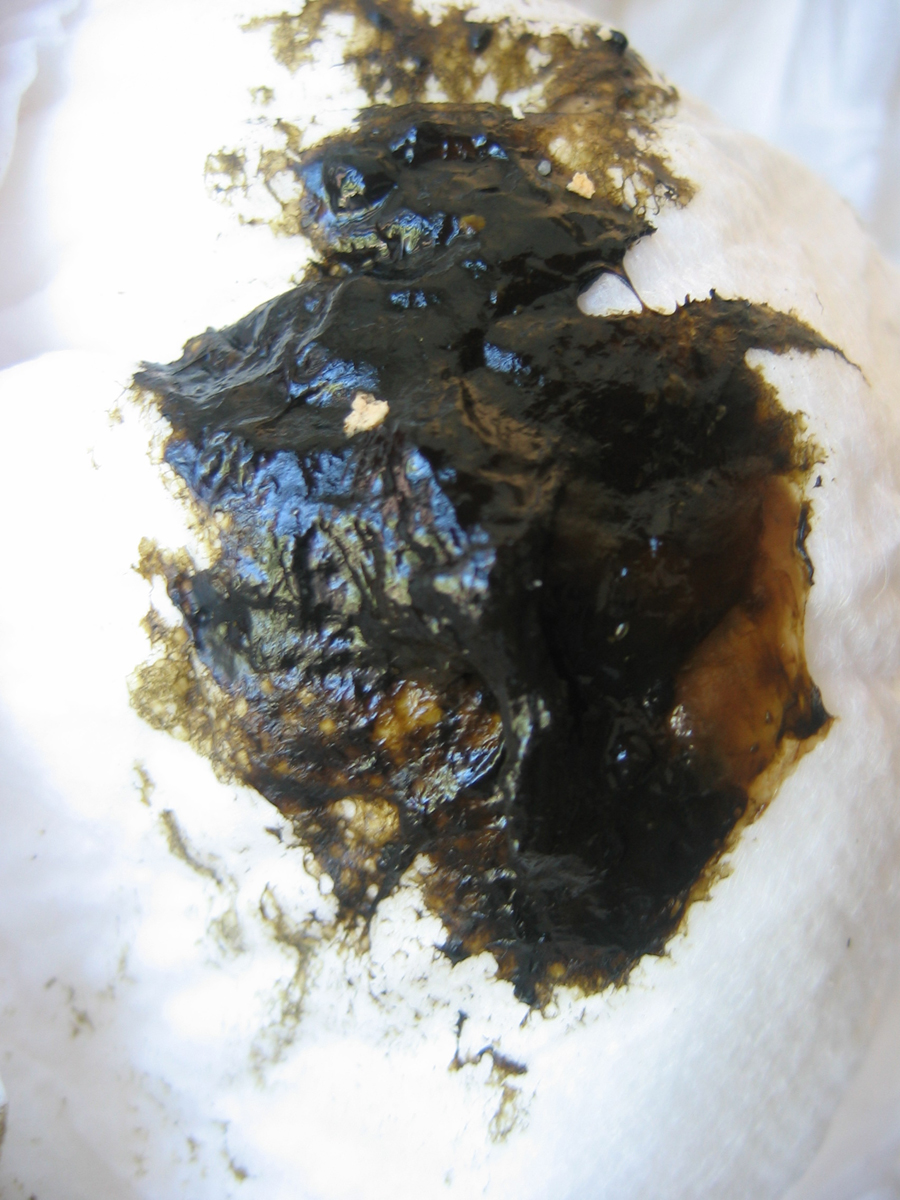
Meconi d'un nounat de 12 hores: el tercer trànsit de les entranyes.

El meconi és una substància viscosa i espessa de color de verd fosc a negre composta per cèl·lules mortes i secrecions de l'estómac i fetge que revesteix l'intestí del nounat. Constitueixen la primera femta. És gairebé inodor. El terme meconi designa la matèria fecal que s'acumula al còlon fetal durant la gestació, deriva de la paraula grega mekoni, que significa suc adormidor o opi. Des que Aristòtil va observar una relació entre la tinció per meconi del líquid amniòtic i un estat de somni fetal o la depressió neonatal, els obstetra s'han interessat pel benestar del fetus quan es presenta meconi en el líquid amniòtic.
De vegades, les parteres en trencar aigües, observen la presència de meconi en el líquid amniòtic, i es coneix col·loquialment com "aigües fosques". Això és símptoma que el nadó té dificultats abans del part.
El meconi pot trigar fins a 48 hores a ser expulsat pel nadó. Després les deposicions seran més sòlides i de color groc. Si el nadó no fa les seves deposicions després d'aquest període, ha d'acudir urgentment al seu pediatre per a la seva valoració. El meconi de vegades s'espesseix i es congestiona als intestins, una condició coneguda com  'meconium ileus' . Aquesta és el primer senyal d'alguns trastorns com ara fibrosi quística.